# السنوسي سليمان الوزري
اللواء السنوسي سليمان الوزري (1948 -2025) هو آخر أمين للجنة الشعبية العامة للأمن العام في حقبة الجماهيرية بليبيا.

## حياته ونشأته
تخرج من كلية الشرطة سنة 1967 ارتبط بعلاقة مع معمر القذافي منذ سنة 1967
عمل بعد تخرجه مدرساً في كلية الشرطة في العلوم الشرطية والجنائية.

## مسيرته
عمل الوزري بعد تخرجه مدرسًا بكلية الشرطة في العلوم الشرطية والجنائية، وبعد انقلاب الفاتح شغل منصب رئيس قسم التحقيق بإدارة المباحث العامة، ثم مديراً لأمن بنغازي. استمر صعود الوزري على السلم الوظيفي إذ عمل بعد ذلك مديرًا لفرع جهاز الأمن الداخلي في بنغازي، فيما عُين بعد ذلك نائبًا لرئيس جهاز الأمن الداخلي.كما عمل منسقاً للعلاقات الأمنية في مجال مكافحة الإرهاب بين مصر وليبيا.

## أحداث 17 فبراير
مع اندلاع أحداث 17 فبراير سنة 2011، رفض السنوسي الوزري الانضمام لها، وآثر عدم الانشقاق عن القذافي، وانتقل إلى طرابلس في مارس 2011. وعُين أمينًا للجنة الشعبية للأمن العام خلفًا للواء عبد الفتاح يونس حتى سقوط طرابلس في أغسطس 2011.

## أوسمة
- تم ترقيته إلـى رتبة عقيد ترقية استثنائية لاكتشافه عدة قضايا هامة
- منح وسام الفاتح العظيم من الدرجة الأولى
- منح وسام الخدمة الطويلة
- منح نوط الواجب العسكري من الدرجة الأولى
- منح نوط الواجب العسكري من الدرجة الثانية

تلقى دورات عدة في الخارج وشارك في مؤتمرات دولية في مجال تخصصه
شارك في مؤتمرات تتعلق في مكافحة الجريمة المنظمة ومكافحة الإرهاب في المملكة العربية السعودية وتونس والجزائر والمغرب، شارك مندوباً عن ليبيا في إعداد الإتفاقية العربية لمكافحة الإرهاب.